# Женуаз

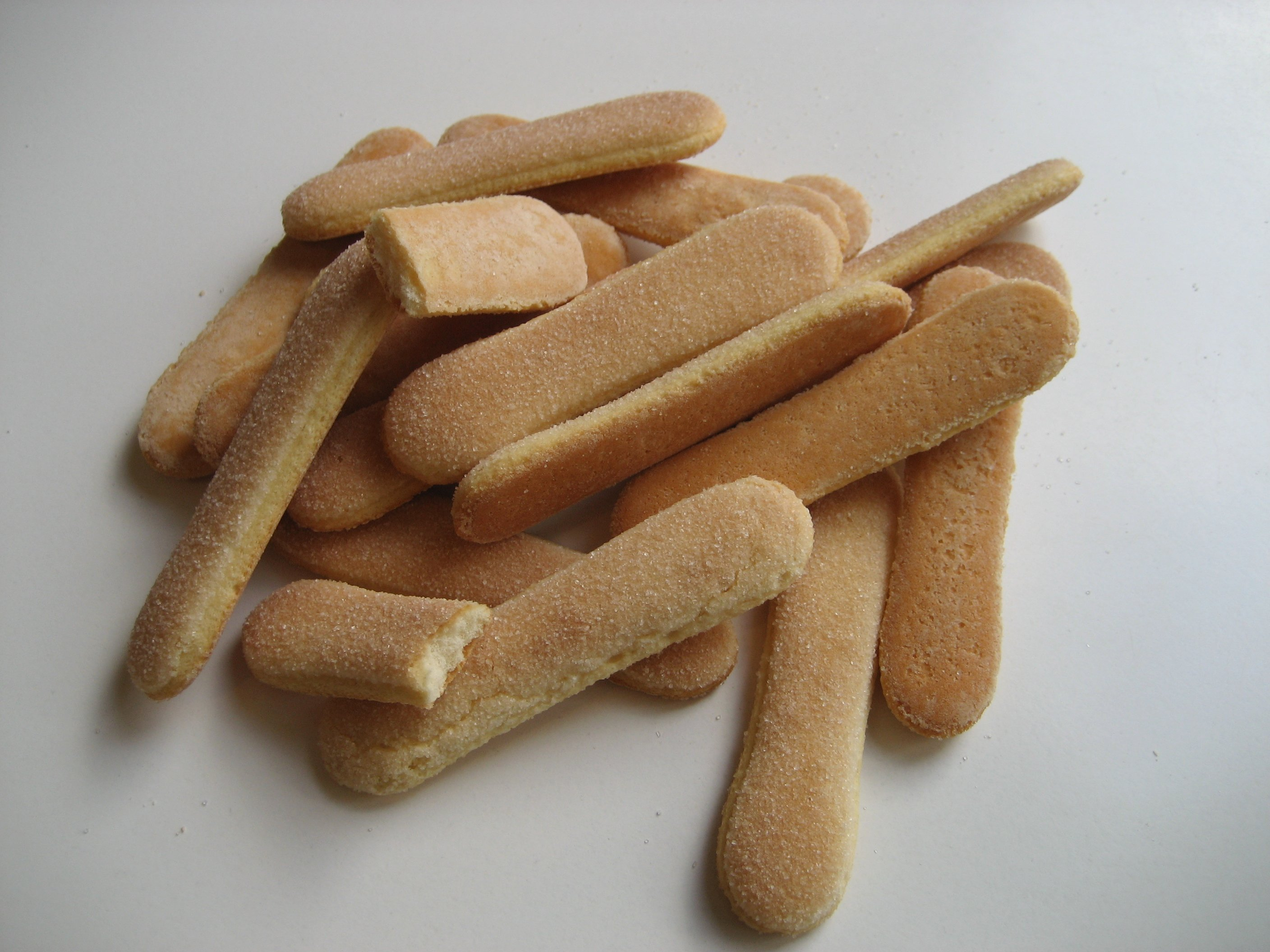
Савоярді (бісквітні пальчики)

Женуáз, генуезький бісквіт (фр. génoise) — італійський бісквіт, названий на честь міста Генуя та пов'язаний з італійською та французькою кухнями. Об'єм бісквітові замість розпушувача додає повітря, що залишається в тісті під час замішування.
Женуаз не слід плутати з pain de Gênes («генуезький хліб»), який готують з мигдалевої пасти, проте він схожий на pan di Spagna («іспанський хліб»), ще один італійський бісквіт.
Женуаз готують з цілих яєць, на відміну від деяких інших бісквітних коржів, для яких жовтки і білки збивають окремо. Яйця, іноді з додатковими жовтками збивають з цукром, паралельно нагріваючи на водяній бані або вогні до стадії, відомої кондитерам як «стадія стрічки» (англ. ribbon stage). Женуаз, як правило, є досить пісним, оскільки більшість жиру в ньому з яєчних жовтків, але в деяких рецептах в тісто перед випіканням також додають розтале вершкове масло.

## Використання та приготування
Женуаз є основним складником різноманітної французької випічки та використовується для приготування кількох видів тортів. Тісто зазвичай випікають у формі тонкого коржа. Кулінарна книга 1884 року дає простий рецепт женуазу:
У посудині швидкими рухами змішайте півфунту борошна, півфунту цукру та чотири яйця; через п'ять хвилин активного перемішування додайте чверть фунту розталого масла. Змастіть маслом деко для випікання, вилийте та рівномірно розподіліть по ньому тісто, і випікайте при помірній температурі в духовій печі, аж поки корж не набуде золотисто-жовтого кольору.
Після завершення випікання корж ще теплим згортають (для приготування рулету або різдвяного поліна), або розрізають і складають у кілька шарів, або викладають як форму для заповнення начинками на кшталт желе, шоколаду, фруктів, заварного крему чи збитих вершків.
Також тісто можна викласти смужками через кондитерський мішок, щоб зробити савоярді, або залити у форми, щоб зробити мадлен.
Цей різновид бісквіту особливий своєю еластичною і дещо сухою текстурою. Іноді його просочують ароматизованими сиропами або лікерами, часто подають з масляним кремом. Популярний торт тирамісу можна приготувати з савоярді або коржів з бісквіту женуаз.
Шоколадний женуаз можна приготувати, замінивши частину борошна на какао-порошок. Такі коржі часом використовують замість більш насичених зі стандартного рецепту торта «Захер».